# Bayside Shakedown
Bayside Shakedown (踊る大捜査線 Odoru Daisōsasen?) (踊る大捜査線 Odoru Daisōsasen?) es una serie de drama / comedia de la policía japonesa transmitida originalmente por el grupo Fuji Television en 1997. La serie fue tan popular que se hicieron tres películas de televisión, una obra de teatro y seis películas de lanzamiento teatral después del final de la serie de televisión. El primer lanzamiento teatral fue en 1998, el segundo en 2003, el tercero y el cuarto (películas derivadas con personajes únicos de la franquicia) en 2005, el quinto en 2010, el sexto y último lanzado en 2012.
En 1998 y 1999, una versión en inglés - subtitulado de la serie fue transmitida en los Estados Unidos en el canal internacional como "The Spirited Criminal Investigative Network".
La primera película, Bayside Shakedown The Movie, fue un gran éxito de taquilla en Japón, ganando 10.100 millones de yenes (84 millones de dólares estadounidenses), y fue la tercera película de acción real más taquillera en la historia de taquilla japonesa. DVD and video sales were also very high. Bayside Shakedown 2  es la película japonesa no animada más taquillera en pantallas nacionales y ganó más de $ 165 millones en taquilla.

## Resumen de la historia
Bayside Shakedown  se lleva a cabo en el ficticio Recinto Wangan del Departamento de Policía Metropolitana de Tokio. A diferencia de la mayoría de los dramas policiales que tienden a enfocarse en la acción y persecuciones automovilísticas, Bayside Shakedown se ocupa en gran medida de los problemas del departamento de policía que están muy presentes en muchos otros sectores de la sociedad japonesa. La serie mostraba el trabajo de la policía como política de oficina en un entorno ligeramente diferente, con burocracia burocrática, funcionarios letárgicos, jefes más interesados en jugar al golf y en salvar vidas que en resolver crímenes, interferencia de políticos y conflictos entre el cuartel general de la policía y los oficiales locales.
Los oficiales representados en  Bayside Shakedown  solo pueden portar armas de fuego durante emergencias mayores. Fuji TV usó la orden ficticia "Todos los oficiales deben ser armados" (拳 銃   'Kenjū Keitai Meirei'), que la burocracia retratada es a menudo reacia a ceder. (En realidad, es obligatorio que un oficial uniformado esté armado, y los oficiales vestidos de civil deben estar armados si esperan estar expuestos a cualquier peligro).
El personaje principal de la serie es un joven Detective (investigador) |] llamado Shunsaku Aoshima (interpretado por Yuji Oda). Originalmente un vendedor corporativo, Aoshima decidió unirse al departamento de policía por idealismo heroico, esperando una vida de aventura y emoción. Una vez dentro, está completamente decepcionado por la realidad del trabajo policial, y lo encuentra desalentadoramente similar al empleo corporativo. A lo largo de la serie, lucha contra los obstáculos de la indiferencia burocrática para ayudar a las personas y perseguir sus ideales de lo que debería ser un agente de policía, a menudo con resultados divertidos.

## Timeline
- 1997 enero-marzo: TV Drama.
- 1997 diciembre: episodio especial, Bayside Shakedown: alerta especial de fin de año
- 1998 junio: Episodio extra, Bayside Shakedown: estación de policía de Wangan. Historia de los agentes de policía femenina.
- 1998 octubre: episodio especial, Bayside Shakedown: campaña de otoño para la erradicación del crimen
- 1998 octubre: Bayside Shakedown: la película
- Verano 2003: Bayside Shakedown 2.
- Verano 2005: dos películas "spin-off" que forman parte de "The Odoru Legend Continues". El primero titulado Tokyo Subway Panic también conocido como Negotiator) fue lanzado en junio. Se basa en el personaje de Mashita como negociador de la policía. La segunda película, "The Suspect", que se lanzó en agosto, está basada en el personaje de Muroi. Otro spin-off, Tobosha Joichiro Kijima, fue grabado para el lanzamiento en DVD del Tokyo Subway Panic.
- 2007: Para un espectáculo de variedades japonés,  Trivia no Izumi , se hizo un nuevo spin-off para un personaje secundario de Tokyo Subway Panic (que ni siquiera tenía un nombre en ese momento), titulado Keigokan Uchida Shinzo.
- Verano 2010: Bayside Shakedown 3.
- 2012 de septiembre: el último especial de televisión, Bayside Shakedown EL ÚLTIMO TV Salaryman keiji a saigo no nanjiken. Algunos de los miembros originales del elenco se reúnen después de 14 años.[3]
- Septiembre de 2012: la última película de Bayside Shakedown, que es Bayside Shakedown The Final.